# کارلوتا کاسترخانا
کارلوتا کاسترخانا (اسپانیایی: Carlota Castrejana‎؛ زادهٔ ۲۵ آوریل ۱۹۷۳) بازیکن زن بسکتبال اهل اسپانیا بود.
وی در مسابقات کشوری و بین‌المللی در مجموع برندهٔ ۱ مدال طلا، ۱ مدال نقره، ۲ مدال برنز شده‌است.